# Backenklee
Backenklee (Dorycnium) war eine Pflanzengattung in der Unterfamilie der Schmetterlingsblütler (Faboideae). Die etwa zehn Arten kommen vom Mittelmeerraum bis zu den Kanarischen Inseln und nach Westasien vor und gehören nach molekulargenetischen Daten zur Gattung Hornklee (Lotus).

## Beschreibung

### Vegetative Merkmale
Die früher in Dorycnium eingeordneten Arten sind sommer- oder wintergrüne, ausdauernde krautige Pflanzen, Halbsträucher oder Kleinsträucher. Die grünen Zweige sind dünn, gerieft und fein behaart.
Die wechselständig angeordneten Laubblätter sind sitzend. Die unpaarig gefiederten Blattspreiten bestehen aus fünf oder sieben ganzrandigen Fiederblättchen oder aus drei endständigen und zwei ähnlich Nebenblättern am Grund angeordneten Blättchen. Die eigentlichen Nebenblätter sind vollständig verkümmert.

### Generative Merkmale
Die Blüten sind in achselständigen, köpfchenförmigen Blütenständen an den Enden der Sprossachsen angeordnet.
Die zwittrigen Blüten sind zygomorph und fünfzählig mit doppelter Blütenhülle. Die fünf Kelchblätter sind glockenförmig verwachsen und der Kelch endet regelmäßig fünfzähnig oder schwach zweilippig. Die fünf weißen bis hell-rosafarbenen Kronblätter bilden eine für Schmetterlingsblütler typische Blütenkrone mit einer meist schwarzvioletten Schiffchenspitze. Die Flügel besitzen eine Aufwölbung („Backe“, die zum deutschen Trivialnamen der Gattung geführt hat). Von den zehn Staubblättern sind neun verwachsen und eines frei. Das einzelne Fruchtblatt ist oberständig.
Die Hülsenfrüchte sind bei einer Länge von 3 bis 12 Millimetern rundlich bis eiförmig und enthalten ein bis viele Samen.

## Systematik und Verbreitung

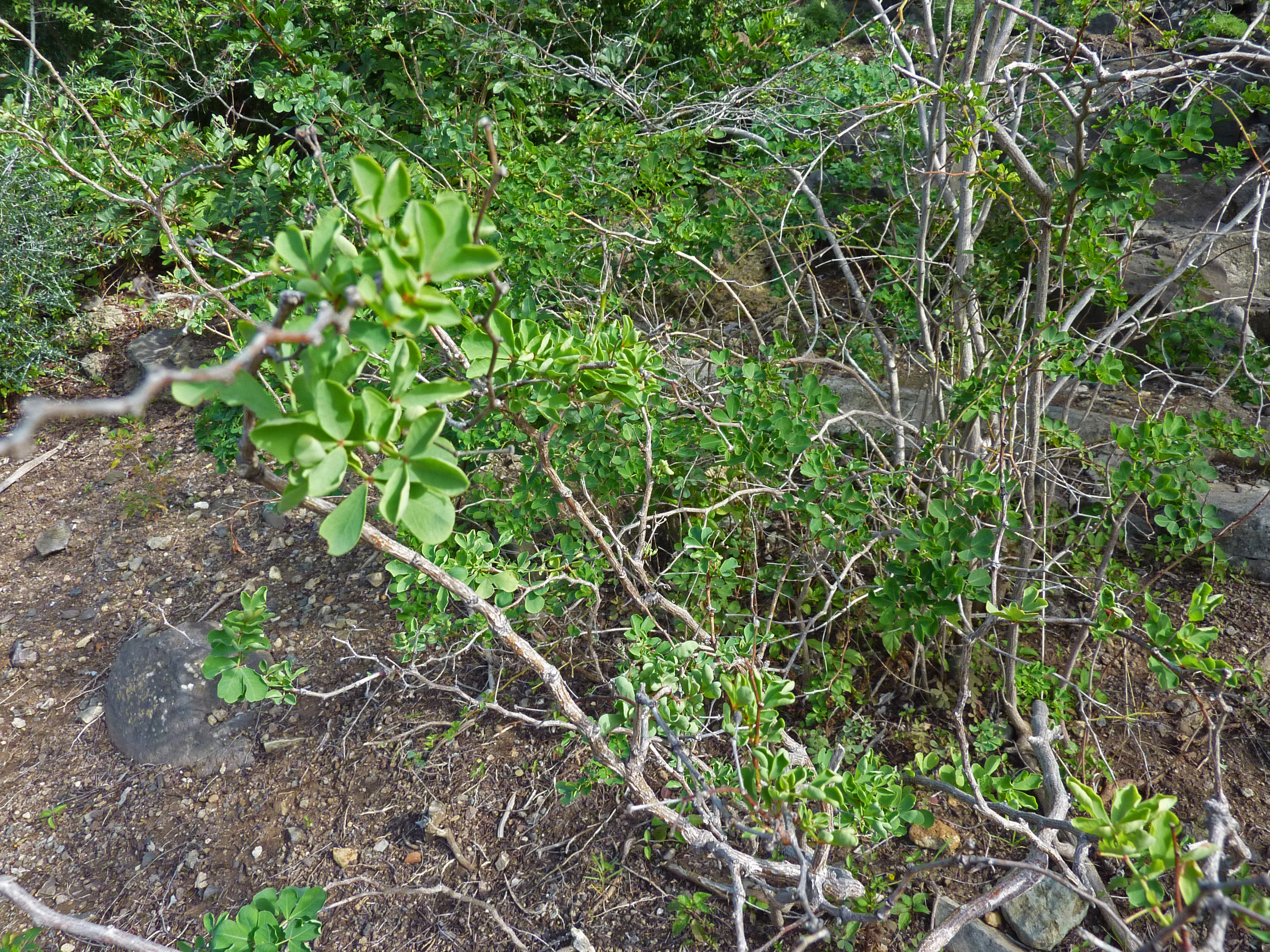
Dorycnium eriophthalmum

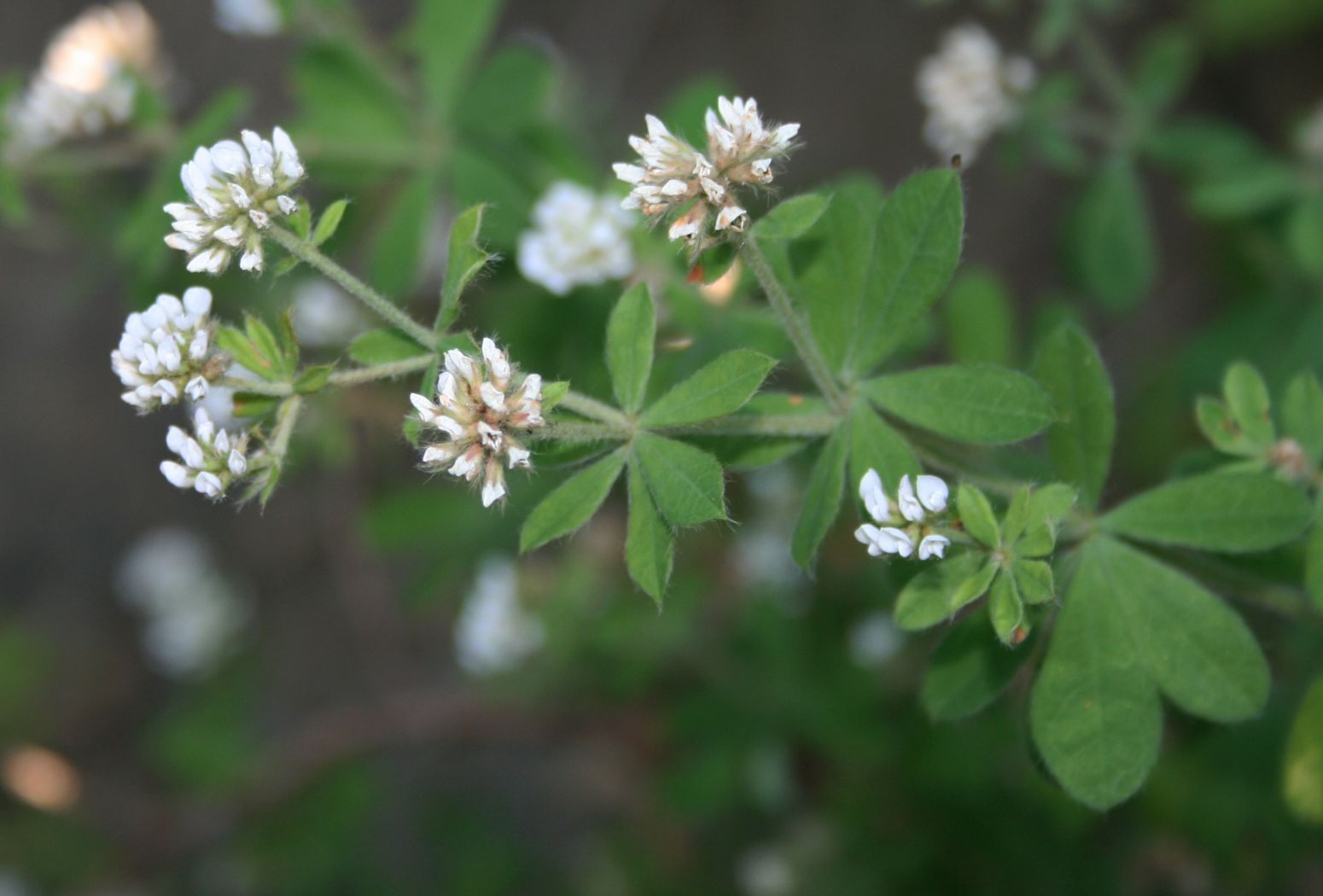
Dorycnium graecum

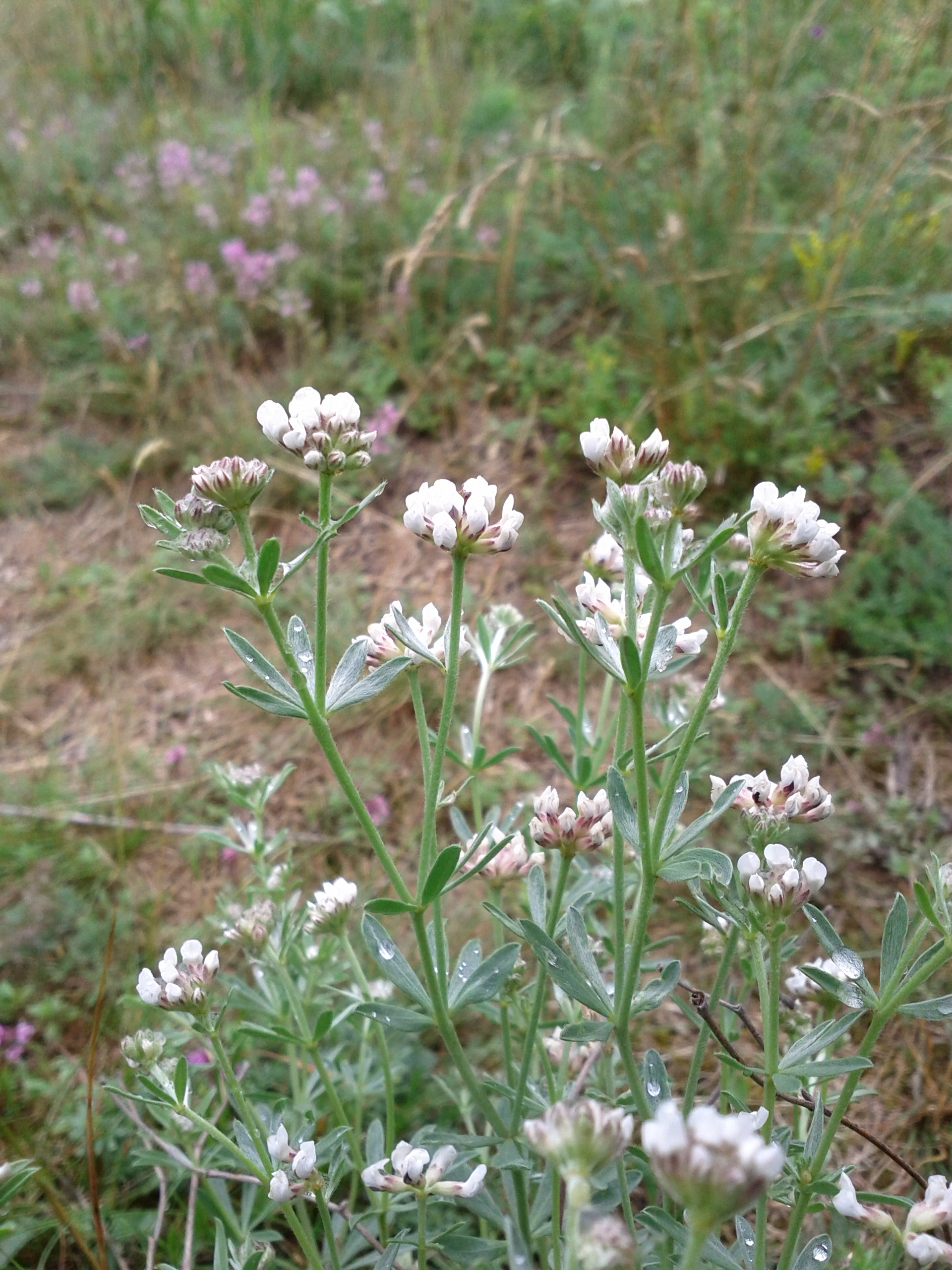
Deutscher Backenklee (Dorycnium pentaphyllum subsp. germanicum)

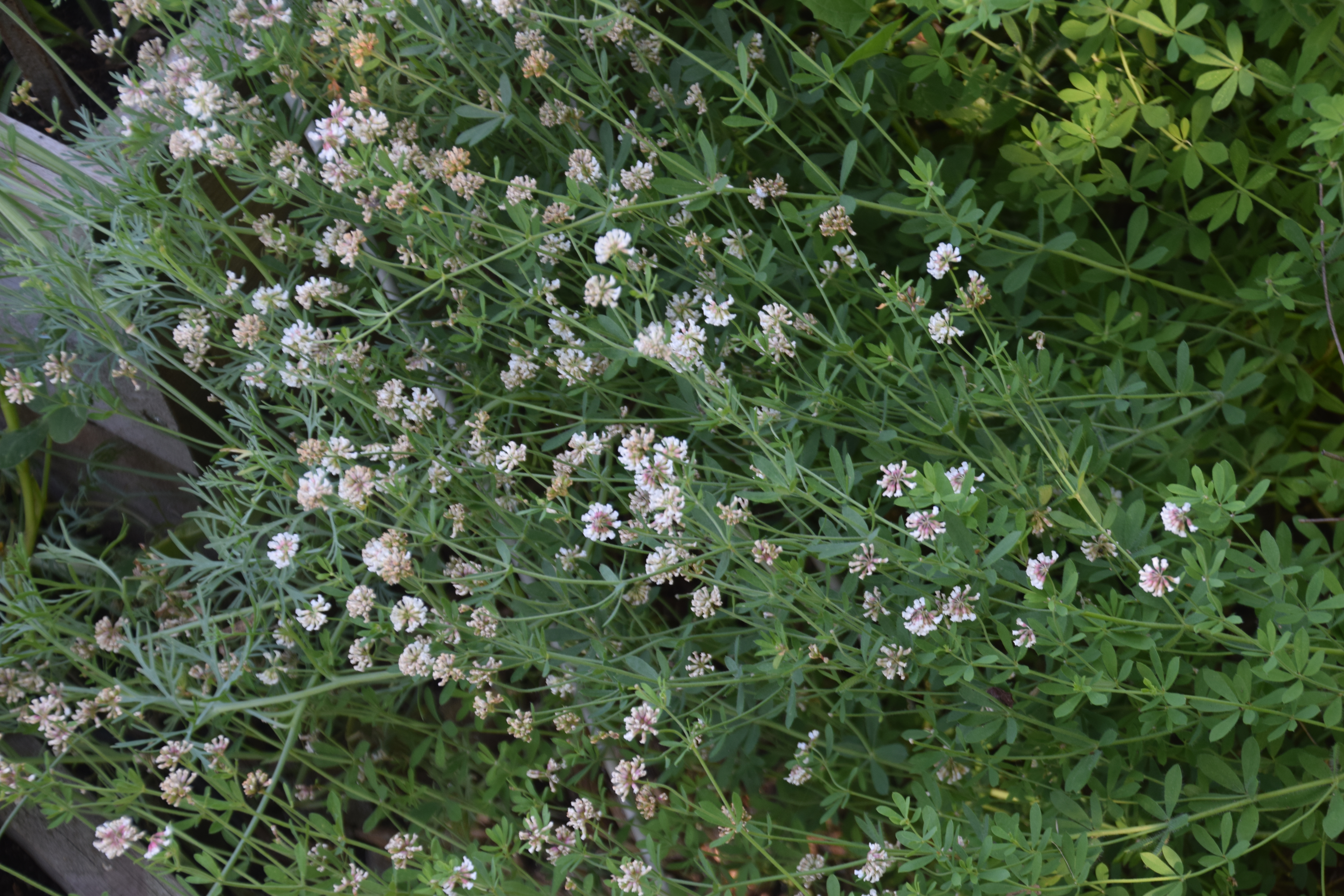
Krautiger Backenklee (Dorycnium pentaphyllum subsp. herbaceum)

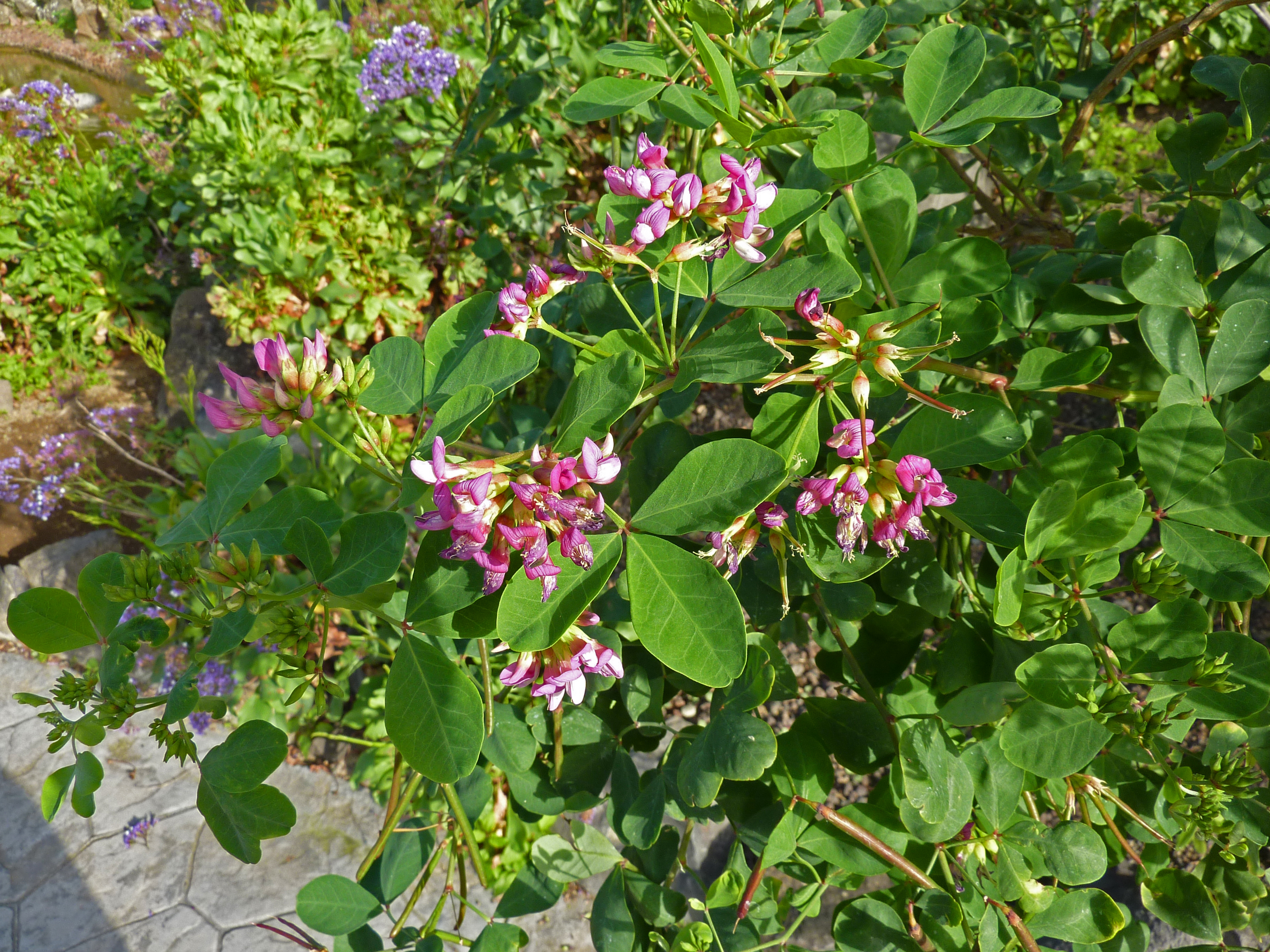
Dorycnium spectabile

Die Gattung Dorycnium wurde 1754 durch Philip Miller in The Gardeners Dictionary ... Abridged ..., 4. Auflage aufgestellt. Der von Miller gewählte Gattungsname Dorycnium wurde vor der Einführung der binären Nomenklatur durch Carl von Linné für zwei völlig verschiedene Pflanzensippen verwendet, nämlich für die Ölbaumblättrige Winde (Convolvulus oleifolius) und für nicht mehr genau bestimmbare giftige Pflanzen eventuell aus der Gattung der Nachtschatten (Solanum).
Die Gattung Dorycnium gehört zur Tribus Loteae in der Unterfamilie Faboideae innerhalb der Familie der Fabaceae.
Zeitweise wurden die etwa zehn Arten von einigen Autoren in die Gattung Hornklee (Lotus), in Lotus sect. Dorycnium (Mill.) D.D.Sokoloff und Lotus sect. Bonjeanea (Reichenb.) D.D.Sokoloff eingeordnet.
Das Verbreitungsgebiet der Gattung Dorycnium umfasst den Mittelmeerraum, den Nordwesten Afrikas und die Kanarischen Inseln.
Es gibt etwa zehn Dorycnium-Arten:
- Dorycnium axilliflorum Hub.-Mor.: Sie kommt im asiatischen Teil der Türkei vor.[8]
- Dorycnium broussonetii (Choisy ex Ser.) Webb: Sie kommt nur auf den kanarischen Inseln Teneriffa und Gran Canaria vor.[9]
- Dorycnium eriophthalmum (Webb) Webb: Ist auf den Kanarischen Inseln außer Lanzarote und Fuerteventura endemisch.[9]
- Dorycnium fulgurans (Porta) Lassen: Sie ist ein Endemit der Balearen.[8]
- Dorycnium graecum (L.) Ser.: Sie kommt in Südosteuropa und in Westasien vor.[8]
- Rauhaariger Backenklee oder Langhaariger Backenklee (Dorycnium hirsutum (L.) Ser.): Er kommt in Südeuropa, in Nordafrika und in Westasien vor. In Neuseeland ist er ein Neophyt.[8]
- Dorycnium pentaphyllum Scop.: Sie kommt in Süd- und Mitteleuropa, in Nordafrika und in Westasien vor und ist in Neuseeland ein Neophyt.[8] Mit den folgenden Unterarten und Varietäten:
  - Dorycnium pentaphyllum subsp. amani (Zohary) Ponert
  - Dorycnium pentaphyllum subsp. anatolicum (Boiss. & Heldr.) Gams: Türkei und Gebiet von Libanon und Syrien.[10]
  - Dorycnium pentaphyllum var. candicans (Costa) O.Bolòs & Vigo
  - Deutscher Backenklee oder Seiden-Backenklee (Dorycnium pentaphyllum subsp. germanicum (Gremli) Gams, Syn.: Dorycnium germanicum (Gremli) Rikli)
  - Dorycnium pentaphyllum subsp. gracile (Jord.) Rouy: Algerien, Spanien, Frankreich.[10]
  - Dorycnium pentaphyllum subsp. haussknechtii (Boiss.) Gams: Sie kommt in der Türkei sowie Syrien vor.[10]
  - Krautiger Backenklee (Dorycnium pentaphyllum subsp. herbaceum (Vill.) Rouy, Syn.: Dorycnium herbaceum Vill.)
  - Fünfblättriger Backenklee (Dorycnium pentaphyllum Scop. subsp. pentaphyllum): Sie kommt in Algerien, Tunesien, Portugal, Spanien, Frankreich, Balearen, Korsika, Sardinien, Italien vor.[10]
- Dorycnium rectum (L.) Ser.: Sie kommt in Südeuropa, in Vorderasien und in Nordafrika vor.[8]
- Dorycnium sanguineum Vural: Sie kommt nur im asiatischen Teil der Türkei vor.[8]
- Dorycnium spectabile (Choisy ex Ser.) Webb: Dieser Endemit kommt nur auf Teneriffa vor.[9]
- Dorycnium strictum (Fisch. & C.A.Mey.) Lassen: Sie kommt in Südosteuropa und in Asien vor.[8]

## Verwendung
Vertreter der Gattung werden nur selten kultiviert.